# Велі Палохеймо
Велі Палохеймо (фін. Veli Paloheimo; нар. 13 грудня 1967) — колишній фінський тенісист.
Найвищу одиночну позицію світового рейтингу — 48 місце досяг 1 жовтня 1990, парну — 219 місце — 24 липня 1989 року.
Найвищим досягненням на турнірах Великого шолома було 4 коло в одиночному розряді.

## Фінали челленджерів

### Одиночний розряд (3-0)
| Ранг | Дата | Турнір    | Покриття   | Суперник       | Рахунок       |
| ---- | ---- | --------- | ---------- | -------------- | ------------- |
| 1.   | 1988 | Гельсінкі | Килим      | Ніклас Культі  | 3–6, 6–4, 6–4 |
| 2.   | 1989 | Cherbourg | Тверде (i) | Мартін Лорендо | 3–6, 6–3, 6–2 |
| 3.   | 1989 | Брест     | Тверде (i) | Олів'є Делетр  | 6–2, 6–2      |